# 個人で楽しむ〜お茶の間三野姫
『個人で楽しむ〜お茶の間三野姫』は、2006年7月9日にリリースされた三野姫のおしゃべり・アルバムである。

## 解説
- ライブ会場でのみ販売された。1、8曲目以外はトーク集。

## 収録曲
| 全編曲: 三野姫。 |                                      |          |          |
| #                | タイトル                             | 作詞     | 作曲     |
| 1.               | 「泳ぐナイフ」                       | 野村義男 | 野村義男 |
| 2.               | 「Low Guns」(トーク)                 |          |          |
| 3.               | 「ハエとり草」(トーク)               |          |          |
| 4.               | 「十数えろ」(トーク)                 |          |          |
| 5.               | 「吸ってください」(トーク)           |          |          |
| 6.               | 「自転車じいちゃん」(トーク)         |          |          |
| 7.               | 「茶碗蒸し」(トーク)                 |          |          |
| 8.               | 「Romanticが止まらない」(ライブ音源) | 松本隆   | 筒美京平 |

## 楽曲解説
1. 泳ぐナイフ
野村義男の楽曲。
2. Low Guns
トーク
3. ハエとり草
トーク
4. 十数えろ
トーク
5. 吸ってください
トーク
6. 自転車じいちゃん
トーク
7. 茶碗蒸し
トーク
8. Romanticが止まらない
渡辺のバンドC-C-Bの楽曲。